# Moramanga
Moramanga è un comune urbano (firaisana) del Madagascar nord orientale, nella regione di Alaotra Mangoro (provincia di Toamasina). È capoluogo del distretto di Moramanga.
Ha una popolazione di 26.726 abitanti (2005). È la località principale del territorio dei Bezanozano, una delle 18 tribù del Madagascar.
È sede vescovile della Diocesi di Moramanga.

## Storia
La città di Moramanga occupa un ruolo importante nella storia del Madagascar. Fu in questa città che, nella notte del 29 marzo 1947, ebbe inizio la rivolta del Madagascar, una insurrezione anticoloniale che contò oltre 8.000 morti in un anno di scontri.

## Infrastrutture e trasporti
La Route nationale 2 collega Moramanga con Antananarivo e Toamasina.
La città è un importante snodo ferroviario, capolinea meridionale della ferrovia Moramanga-Lago Alaotra (MLA) e stazione intermedia della linea Tananarive-Côte Est (TCE).